# Stefan Aeby
Stefan Aeby (Freiburg im Üechtland, 3 juli 1979) is een Zwitserse jazzpianist en -componist.

## Biografie
Aeby studeerde aan het conservatorium in zijn geboortestad en had les van Jean Christophe Cholet, Art Lande, Don Friedman en Marc Copland. Gelijktijdig studeerde hij muziekwetenschap en kunstgeschiedenis aan de universiteit van Freiburg, daarna ook muziekpedagogiek aan de Hochschule der Künste Bern (Master, 2010).
Aeby leidt zijn eigen trio, waarvoor hij ook componeert en arrangeert. Verder speelt hij in de groepen van Sarah Buechi, Christoph Irnigers en Lisette Spinnler. Hij vertoonde live stomme films uit de jaren 20 en gaf soloconcerten, onder andere in 2008 op het Montreux Jazz Festival.
Ferner speelde met musici als Franck Tortiller, Ohad Talmor, Claudio Puntin, Gabriele Mirabassi, Bob Mintzer, Bänz Oester, Marcel Papaux, Claude Schneider, Anne-Flo Schneider, Popol Lavanchy en Patrice Moret. Tevens was hij te horen met het Swiss Jazz Orchestra, Big Band de Lausanne en het Fribourg Jazz Orchestra.
Van 2004 tot 2010 gaf hij les aan de Jazzschule Montreux. Sinds 2010 doet hij dat aan het conservatorium van Freiburg.

## Discografie (selectie)
- Stefan Aeby Trio To the Light (Intakt Records, 2015 met André Pousaz, Michi Stulz)
- Stefan Aeby Trio Utopia (Ozella 2013, met André Pousaz, Julian Sartorius)
- Stefan Aeby Trio Are You...? (Unit Records 2010, met André Pousaz, Julian Sartorius)
- No Square Le Pendu (Altrisuoni 2008, met Guillaume Perret, André Hahne, Yannick Oppliger)
- Aeby, Blaser, Pouradier Duteil, Torchinsky:  Rêves (yvp music 2005)